# The Keeper of the Stars
«The Keeper of the Stars» — песня американского кантри-музыканта Трейси Бирда, вышедшая в качестве 4-го и финального сингла с его второго студийного альбома No Ordinary Man (1995). Авторами песни выступили Дикки Ли, Дэнни Майо, Карен Стейли.
Песня получила награду Академии кантри-музыки ACM Awards в престижной категории «Лучшая песня года» (Song of the Year).

## Награды и номинации
Источник:
| Награда    | Категория                     | Результат |
| ---------- | ----------------------------- | --------- |
| ACM Awards | Песня года (Song of the Year) | Победа    |

## Чарты

### Еженедельные чарты
| Чарт (1995)                        | Высшая позиция |
| ---------------------------------- | -------------- |
| Канада Canada Country Tracks (RPM) | 5              |
| США (Billboard Hot 100)            | 68             |
| США (Billboard Hot Country Songs)  | 2              |

### Итоговые годовые чарты
| Чарт (1995)                        | Позиция |
| ---------------------------------- | ------- |
| Канада Canada Country Tracks (RPM) | 98      |
| США US Country Songs (Billboard)   | 53      |